# Filosseno di Citera
Filosseno di Citera (Citera, 435 a.C. circa – Efeso, 380 a.C. circa) è stato un poeta ditirambico greco antico.

## Vita
Nato a Citera, colonia di Sparta, Filosseno fu fatto schiavo dal poeta Melanippide in seguito alla conquista ateniese dell'isola di Citera (426). Successivamente fu suo allievo.
Per un certo periodo, Filosseno fu confidente e poeta di corte di Dionisio a Siracusa e, avendo tentato di sedurne l'amante, Galatea, fu da quest'ultimo rinchiuso nelle latomie (oggi Latomia del Filosofo, cava di pietra trasformate in prigioni), anche per aver espresso giudizi severi sui tentativi poetici del tiranno.
Lasciata la Sicilia, Filosseno viaggiò in Grecia, Italia ed Asia, recitando le sue poesie, finché morì ad Efeso.

## Opere
Sappiamo dal lessico Suda che scrisse un'opera lirica sui discendenti di Eaco e ventiquattro ditirambi, dei quali ci sono noti solo pochi frammenti.
Uno di questi, intitolato Il Ciclope, che rimane l'opera più celebre di Filosseno (di cui restano 10 frammenti in PMG 815-824), rievocava il celebre mostro nemico di Odisseo: qui, però, l'autore si staccava dalla tradizione omerica, introducendo un nuovo personaggio nella vicenda: la ninfa Galatea, di cui il ciclope s'innamorava perdutamente, cantando per lei e per consolarsi delle pene d'amore. In seguito, da quanto si ricostruisce, Polifemo aveva a che fare con Odisseo, che tentava di salvarsi offrendogli una pozione magica con cui fargli acquistare l'amore di Galatea e finiva per accecarlo.
Il ditirambo ha forte connotazione comica e fu probabilmente scritto contro il tiranno di Siracusa Dionisio (l'ipotesi deriva da fonti antiche). L'opera dovrebbe essere stata rappresentata prima del 388, data in cui fu parodiata da Aristofane nella parodo del Pluto. Il Ciclope è importante anche nella storia della musica greca, per il canto a solo che vi cantava Polifemo accompagnandosi con la lira.
Comunque, il ditirambo "burlesco" di Filosseno suscitò molti entusiasmi tra gli antichi: fu ripreso in seguito da Teocrito nell'omonimo idillio; il comico Antifane parlò di lui, in una commedia, come un "dio tra gli uomini"; Alessandro Magno portò con sé in Asia le sue poesie, ed i grammatici alessandrini lo inserirono nel Canone degli autori musicali da studiare.